# Сотников, Александр Николаевич
Александр Николаевич Сотников (род. 22 июня 1968, Курск) — российский автогонщик, мастер спорта. Спортивный судья всероссийской категории, спортивный комиссар, руководитель автоспортивных соревнований.

## Спортивная карьера
- 1988 — дебют в гонках (ралли, штурман). Неоднократный призёр этапов чемпионата и кубка России по автокроссу.
- 2004 — чемпион России по зимним трековым гонкам (N-1600).
- 2004 — RTCC, Туринг-Лайт (Инстант-Рейсинг). Личный зачёт — 2 место.
- 2005 — RTCC, Туринг-Лайт (Динамо-Автоспорт). Личный зачёт — чемпион России. Командный зачет — чемпион России.
- 2006 — RTCC, Туринг-Лайт (Динамо-Автоспорт). Личный зачёт — 3 место. Командный зачёт — чемпион России.
- 2007 — RTCC, Туринг-Лайт (Динамо-Автоспорт). Личный зачёт — чемпион GP RTCC. Командный зачёт — чемпион GP RTCC.
- 2008 — RTCC, Туринг-Лайт (Лукойл-Рейсинг). Личный зачёт — 4 место. Командный зачёт — чемпион России.
- 2010 — RTCC, Туринг-Лайт (Лукойл-Рейсинг). Личный зачёт — 2 место. Командный зачёт — чемпион России.
- 2011 — RTCC, Туринг-Лайт (Лукойл-Рейсинг). Личный зачёт — чемпион России. Командный зачёт — чемпион России.и

## Судейская карьера
- 2010 — руководитель гонки этапов чемпионата и кубка России по автокроссу.
- 2011 — руководитель гонки этапов чемпионата и кубка России по автокроссу; комиссар по безопасности этапа ETRC.
- 2012 — руководитель гонки ETRC (чемпионат Европы на грузовиках) на трассе Смоленское кольцо; руководитель гонки RRC; руководитель гонки чемпионата и кубка России по автокроссу.
- 2013 — руководитель гонки ETRC (чемпионат Европы на грузовиках) на трассе Смоленское кольцо; руководитель гонки RRC; руководитель гонки ЧР по автокроссу.
- 2014 — руководитель гонок РСКГ; директор гонок РСКГ; заместитель руководителя гонки, chief-observer на гран-при России F1.
- 2015 — руководитель гонок РСКГ; директор гонок РСКГ; руководитель гонки TCR-series; chief-flag Formula E; заместитель руководителя гонки- chief-flag Гран-При России F1.
- 2016 — руководитель гонок РСКГ; директор гонок РСКГ; заместитель руководителя гонки, chief- flag Гран-При России F1; 30 сентября 2016 года приказом министерства спорта Российской Федерации № 143 НГ Александру Николаевичу присвоена квалификационная категория «Спортивный судья всероссийской категории».
- 2017 — руководитель гонок СМП РСКГ; директор гонок СМП РСКГ;заместитель руководителя гонки, chief-flag Гран-При России F1.
- 2018 — руководитель гонок СМП РСКГ; директор гонок СМП РСКГ, спортивный комиссар этапов чемпионата России по зимним трековым гонкам, руководитель гонок этапов чемпионата России по кроссу и ралли-кроссу, заместитель руководителя гонки, chief-flag Гран-При России F1.
- 2019 — руководитель гонок этапов чемпионатов и кубков России по зимним трековым гонкам, ледовым гонкам, ралли-кроссу. Спортивный комиссар СМП РСКГ, этапов чемпионата и кубка России по автокроссу, заместитель руководителя гонки, chief-flag Гран-При России F1.
- 2020- председатель коллегии спортивных комиссаров СМП РСКГ, руководитель гонки этапа чемпионата и кубка России по автокроссу, заместитель руководителя гонки, chief-flag Гран-При России F1.